# Jeu de la bouteille
Pour le film, voir Jeu de bouteille.
 (octobre 2023).
Si vous disposez d'ouvrages ou d'articles de référence ou si vous connaissez des sites web de qualité traitant du thème abordé ici, merci de compléter l'article en donnant les références utiles à sa vérifiabilité et en les liant à la section « Notes et références ».

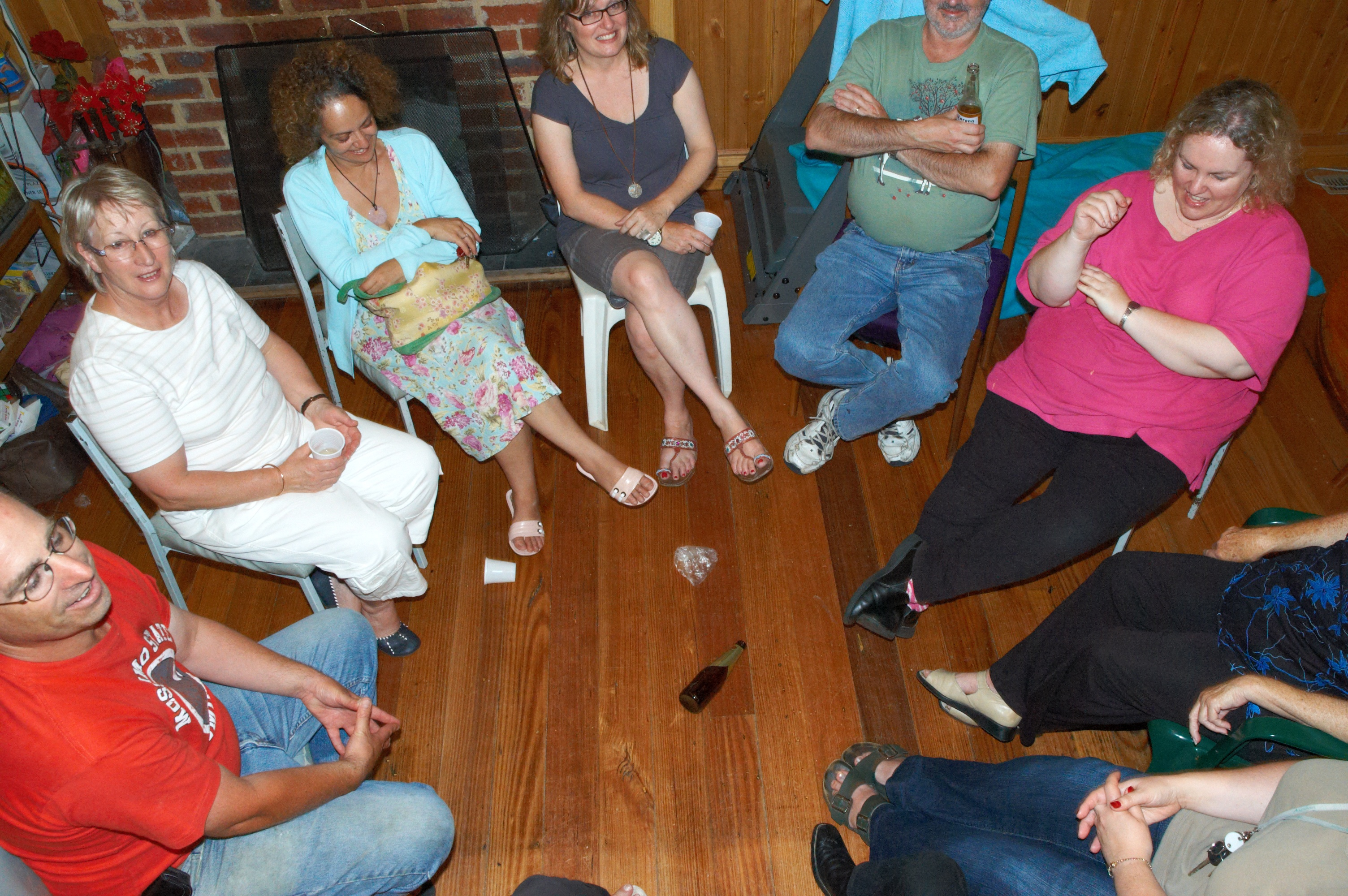
Des gens jouent au jeu de la bouteille.

Le jeu de la bouteille est un jeu de société informel, basé sur la roulette, dans lequel les participants, assis en cercle autour d'une bouteille vide posée horizontalement, la font tourner chacun à leur tour pour désigner aléatoirement un autre participant (celui vers lequel le goulot pointe après qu'elle s'est immobilisée) afin d'engager une interaction avec lui, généralement l'embrasser (voire plus) ou jouer à action ou vérité ?.
Ce jeu, particulièrement populaire auprès des adolescents au milieu du XXe siècle, se pratique généralement dans le contexte de fêtes privées et de soirées alcoolisées.
Le dessinateur Prosper Grosjean a dessiné des prisonniers français y jouant pendant la Première Guerre mondiale, dans un camp en Allemagne.